# Profound Mysteries II
Albums de Röyksopp
Profound Mysteries
(2022) Profound Mysteries III
(2022)
Singles
1. Sorry
Sortie : 14 juin 2022
2. Unity
Sortie : 15 juin 2022
3. Control
Sortie : 26 juillet 2022
4. Let's Get It Right
Sortie : 27 juillet 2022
5. Oh, Lover
Sortie : 17 aout 2022

Profound Mysteries II est le septième album studio du groupe Norvégien Röyksopp, sorti le 19 Août 2022. Il est le deuxième d'une série de trois albums intitulée "Profound Mysteries", dont chaque musique est accompagnée d'un mini-film (dirigée chacune par un directeur différent) et d'une animation visuelle (par l'artiste Jonathan Zawada).

## Liste des pistes
| 1.    | Denimclad Baboons        |                     | 3:42 |
| 2.    | Let's Get It Right       | Astrid S            | 5:05 |
| 3.    | Unity                    | Karen Harding       | 5:04 |
| 4.    | Oh, Lover                | Susanne Sundfør     | 6:13 |
| 5.    | Sorry                    | Jamie Irrepressible | 4:59 |
| 6.    | Control                  |                     | 6:13 |
| 7.    | It Was a Good Thing      | Pixx                | 4:13 |
| 8.    | Remembering the Departed |                     | 3:49 |
| 9.    | Tell Him                 | Susanne Sundfør     | 5:26 |
| 10.   | Some Resolve             |                     | 6:42 |
| 51:32 |                          |                     |      |

## Distribution

### Röyksopp
- Svein Berge : claviers, synthétiseur, boîte à rythme, effets sonores
- Torbjørn Brundtland : claviers, synthétiseur, boîte à rythme, effets sonores

### Personnel additionnel
- À compléter ...